# 约瑟夫·希金
约瑟夫·瓦西里耶维奇·希金（1906年9月8日—1973年7月30日）苏联军队高级政工将领、苏军总政治部主任。

## 生平
生于弗拉基米尔省列赤沃。1927年入党。1931年毕业于克鲁普斯卡娅共产主义教育学院。参加创办高尔基汽车厂。担任高尔基市埃托扎沃茲卡亞区区委书记。这是随汽车厂兴建而建起来的员工生活区，直译为“汽车城”。 
1939年参军，从红军高级政工人员训练班毕业。1939年11月至1940年8月任红军军事电工技术学院政治部主任。1940年至1941年任列宁格勒军区政治宣传部副主任。战争爆发后，历任北方面军军事委员、列宁格勒方面军与沃尔霍夫方面军政治部主任。1942年至1945年任红军总政治部副主任。1945年8月2日至12月20日任苏军远东总司令部军事委员。1945年9月8日晋升上将军衔。1945年12月至 1949年2月任苏军总政治部主任。1949年2月至1950年3月任列宁军政学院院长。
1950年3月至1960年11月任联共中央监察委员会委员等职。联共中央组织部副部长、第一副部长。1956年2月25日至1973年7月30日，苏联共产党中央审计委员会委员。1960年11月24日至1963年1月21日，苏联驻阿尔巴尼亚大使。1962年至1965年，党和国家监察委员会第一副主席。1965年至1973年苏联人民监督委员会第一副主席。
曾获列宁勋章2枚、著有《立功于远东边陲》。